# Криспінув
Криспінув (пол. Kryspinów) — село в Польщі, у гміні Лішки Краківського повіту Малопольського воєводства.
Населення — 1474 особи (2011).

## Демографія
Демографічна структура станом на 31 березня 2011 року:
|          | Загалом | Допрацездатний вік | Працездатний вік | Постпрацездатний вік |
| -------- | ------- | ------------------ | ---------------- | -------------------- |
| Чоловіки | 731     | 149                | 516              | 66                   |
| Жінки    | 743     | 150                | 452              | 141                  |
| Разом    | 1474    | 299                | 968              | 207                  |